# Modelu
Modelu est une commune roumaine située dans le județ de Călărași.